# Kvarnlosta
Kvarnlosta (Bromus japonicus) är en växtart i familjen gräs.